# Erythrodiplax ochracea
Erythrodiplax ochracea är en trollsländeart som först beskrevs av Hermann Burmeister 1839.  Erythrodiplax ochracea ingår i släktet Erythrodiplax och familjen segeltrollsländor. IUCN kategoriserar arten globalt som livskraftig. Inga underarter finns listade i Catalogue of Life.